# Cup Winners' Cup 1976-77 (mænd)
Cup Winners' Cup 1976-77 for mænd var den anden udgave af Cup Winners' Cup.

## Resultater

### 1/16-finaler
| Dato    | Dato    | Hjemmehold i 1. kamp | Hjemmehold i 2. kamp    | Resultat | Resultat | Resultat |
| 1. kamp | 2. kamp | Hjemmehold i 1. kamp | Hjemmehold i 2. kamp    | Samlet   | 1. kamp  | 2. kamp  |
| ------- | ------- | -------------------- | ----------------------- | -------- | -------- | -------- |
| 12.10.  | 23.10.  | MAI Moskva           | Dinamo Bucuresti        | 43–41    | 20-25    | 23-16    |
| 23.10.  | 24.10.  | Valur                | HC Red Boys Differdange | 54–23    | 25-11    | 29-12    |
| ?       | 28.10.  | IK Heim              | Spójna Gdańsk           | 43–42    | 19-18    | 24-24    |
| 19.10.  | 21.10.  | Atletico Madrid      | Hapoel Ramat Gan        | 53–23    | 26-16    | 27-7     |
| ?       | ?       | Volani Rovereto      | FC Porto                | ?        | ?        | ?        |
| ?       | ?       | Partizan Bjelovar    | Tatran Presov           | ?        | ?        | ?        |
| ?       | 30.10.  | Brentwood HC         | Progrès HC Seraing      | ?        | ?        | 4-30     |
| 13.10.  | 23.10.  | Elektromos Budapest  | ASKÖ Linz               | 59–44    | 27-20    | 32-24    |
| ?       | ?       | SC Magdeburg         | Kiffen                  | 61–32    | 33-15    | 28-17    |

### 1/8-finaler
| Dato    | Dato    | Hjemmehold i 1. kamp | Hjemmehold i 2. kamp | Resultat | Resultat | Resultat |
| 1. kamp | 2. kamp | Hjemmehold i 1. kamp | Hjemmehold i 2. kamp | Samlet   | 1. kamp  | 2. kamp  |
| ------- | ------- | -------------------- | -------------------- | -------- | -------- | -------- |
| ?       | ?       | Valur                | MAI Moskva           | 34–44    | 19-20    | 15-24    |
| 20.11.  | 24.12.  | Grün-Weiß Dankerzen  | IK Heim              | 37–35    | 21-18    | 16-17    |
| 18.11   | 16.12.  | TSV St. Otmar        | Atletico Madrid      | 31–49    | 20-28    | 11-21    |
| ?       | 24.12.  | Bækkelagets SK       | PSV Eindhoven        | ?        | ?        | 21-21    |
| ?       | 24.12.  | FC Porto             | SMUC                 | ?        | ?        | 17-21    |
| ?       | ?       | Partizan Bjelovar    | IK Skovbakken        | ?        | ?        | ?        |
| 18.11.  | 25.11.  | BM Granollers Camp   | Progrès HC Seraing   | 45–27    | 25-10    | 20-17    |
| ?       | 11.12.  | SC Magdeburg         | Elektromos Budapest  | ?        | ?        | 28-28    |

### Kvartfinaler
| Dato    | Dato    | Hjemmehold i 1. kamp | Hjemmehold i 2. kamp | Resultat | Resultat | Resultat |
| 1. kamp | 2. kamp | Hjemmehold i 1. kamp | Hjemmehold i 2. kamp | Samlet   | 1. kamp  | 2. kamp  |
| ------- | ------- | -------------------- | -------------------- | -------- | -------- | -------- |
| 1.2.    | 8.2.    | Grün-Weiß Dankerzen  | MAI Moskva           | 39–40    | 25-19    | 14-21    |
| 26.1.   | 8.2.    | Bækkelagets SK       | Atletico Madrid      | 39–46    | 19-19    | 20-27    |
| ?       | 8.2.    | SMUC                 | Partizan Bjelovar    | 36–60    | 19-27    | 17-33    |
| 27.1.   | 7.2.    | SC Magdeburg         | BM Granollers Camp   | 67–40    | 36-18    | 31-22    |

### Semifinaler
| Dato    | Dato    | Hjemmehold i 1. kamp | Hjemmehold i 2. kamp | Resultat | Resultat | Resultat |
| 1. kamp | 2. kamp | Hjemmehold i 1. kamp | Hjemmehold i 2. kamp | Samlet   | 1. kamp  | 2. kamp  |
| ------- | ------- | -------------------- | -------------------- | -------- | -------- | -------- |
| 24.3.   | 30.3.   | MAI Moskva           | Atletico Madrid      | 39–36    | 28-21    | 11-15    |
| 24.3.   | ?       | SC Magdeburg         | Partizan Bjelovar    | 39–38    | 20-16    | 19-22    |

### Finale
Finalen blev spillet i Zaporozje.
| Dato  | Hjemmehold | Udehold      | Res   |
| ----- | ---------- | ------------ | ----- |
| 24.4. | MAI Moskva | SC Magdeburg | 18–17 |